# Tenju
Tenju (japanisch 天授) ist eine japanische Ära (Nengō) von Juni 1375 bis März 1381 nach dem gregorianischen Kalender. Der vorhergehende Äraname ist Bunchū, die nachfolgende Ära heißt Kōwa. Die Ära fällt in die Regierungszeit des Kaisers (Tennō) Chōkei.
Der erste Tag der Tenju-Ära entspricht dem 26. Juni 1375, der letzte Tag war der 5. März 1381. Die Tenju-Ära dauerte sieben Jahre oder 2082 Tage.

## Ereignisse
- 1375 September Mizushima-Aufstand (水島の変)
- 1377 Schlacht zwischen Imagawa Nakaaki und Kikuchi Takemoto in der Provinz Hizen
- Das Shin'yō Wakashū wird kompiliert